# Соићи (манга)
Соићи (јап. 双一の勝手な呪い, Sōichi no Katte na Noroi) манга је антологија коју је написао и илустровао Џунџи Ито. Индивидуална поглавља објављивала су се у периоду од 1991. до 2002. у манга ревији Monthly Halloween, постајући доцније састав неколико колекција. 
У Србији, издавачка кућа Дарквуд је превела ову мангу на српски језик 2023. године.

## Радња
Прича прати Соићија који ужива у малтретирању сопствене породице, поготво старијег брата Коићија. Било да је летњи распуст или рођендан, Соићи непрестано уништава туђе животе, из само њему познатих разлога.  

## Франшиза

### Манга
Манга антологију Соићи написао је и илустровао Џунџи Ито. Збирка се састоји од кратких прича о лику Соићију, која су се објављивала од 1991. до 2002. године у манга ревији Halloween, издавачке куће Асахи Сонорама. Одређена поглавља су испрва расподељена у два тома 1997. године, као пети и шести део збирке „Џунџи Ито – хорор комик колекција” (јап. 伊藤潤二恐怖マンガCollection, Ito Junji Kyōfu Manga Collection). Године 2002., постале су шести део колекције „Џунџи Ито – музеј хорора” (јап. 伊藤潤二恐怖博物館, Itou Junji Kyōfu Hakubutsukan). Та верзија репринтована је са мањим изменама 2011. године као Sōichi no Katte na Noroi. У Србији, издавачка кућа Дарквуд најавила је 2023. године превод поменуте колекције, са поглављима подељеним у два тома и именом скраћеним на Соићи.

#### Списак поглавља
| - „Весели летњи распуст” (楽しい夏休み ) - „Весели зимски распуст” (楽しい冬休み ) - „Соићијев весели дневник” (双一の楽しい日記 ) - „Посета Соићијевој кући” (双一の家庭訪問 ) - „Наставник од памука” (布製教師 ) |

| - „Соићијев рођендан” (双一の誕生日 ) - „Соићијево себично бацање клетве” (双一の勝手な呪い ) - „Соба са четири зида” (四重壁の部屋 ) - „Мртвачки сандук” (棺桶 ) - „Трачеви” (噂 ) |

### Аниме
Поглавља Соићијево себично бацање клетве, Наставник од памука, и Трачеви адаптирана су 2018. године у аниме, у склопу пројекта „Колекција Џунџија Ита”.

## Спољашњи извори
- Соићи (манга) на веб-сајту